# Constitución de 1917 (estación)
Constitución de 1917 es una de las estaciones que forman parte del Metro de la Ciudad de México, es la terminal sur de la Línea 8. Se ubica al oriente de la Ciudad de México, en la alcaldía Iztapalapa.

## Información general
Su nombre se debe a estarse ubicada en la colonia Constitución de 1917 y su silueta representa un pergamino abierto en el cual fue escrito el número "1917", representando a la Constitución Política de los Estados Unidos Mexicanos de 1917 que fue firmada en Querétaro.
Se localiza sobre el Eje 8 Sur Calzada Ermita-Iztapalapa, casi en la intersección con el Anillo Periférico en su tramo nombrado como Avenida Canal de Garay.

## Afluencia
Es la estación con mayor afluencia de pasajeros de la línea 8 con un total de 28,808,277 en todo el 2014. Los promedios de usuarios por días se registraron de la siguiente manera:
| Tipo de día   | Afluencia promedio |
| ------------- | ------------------ |
| Día festivo   | 45,075             |
| Día laboral   | 89,090             |
| Fin de semana | 57,934             |
| Anual         | 78,927             |

La siguiente tabla muestra la afluencia de la estación en los últimos 10 años:
| Afluencia Anual de Pasajeros | Afluencia Anual de Pasajeros | Afluencia Anual de Pasajeros | Afluencia Anual de Pasajeros | Afluencia Anual de Pasajeros | Afluencia Anual de Pasajeros |
| ---------------------------- | ---------------------------- | ---------------------------- | ---------------------------- | ---------------------------- | ---------------------------- |
| Año                          | Afluencia                    | A Diario                     | Ranking                      | Incremento                   | Ref.                         |
| 2023                         | 34,735,665                   | 95,166                       | 1°/195                       | +69.44%                      | [ 3 ]                        |
| 2022                         | 29,884,202                   | 81,874                       | 2°/195                       | +45.77%                      | [ 4 ]                        |
| 2021                         | 20,500,309                   | 56,165                       | 5°/195                       | +11.85%                      | [ 5 ]                        |
| 2020                         | 18,327,884                   | 50,076                       | 6°/195                       | -43.18%                      | [ 6 ]                        |
| 2019                         | 32,255,313                   | 88,370                       | 6°/195                       | +1.08%                       | [ 7 ]                        |
| 2018                         | 31,911,394                   | 87,428                       | 5°/195                       | +3.62%                       | [ 8 ]                        |
| 2017                         | 30,795,626                   | 84,371                       | 6°/195                       | -7.44%                       | [ 9 ]                        |
| 2016                         | 33,271,713                   | 90,906                       | 6°/195                       | -6.55%                       | [ 10 ]                       |
| 2015                         | 35,605,628                   | 97,549                       | 4°/195                       | +11.90%                      | [ 11 ]                       |
| 2014                         | 31,817,841                   | 87,172                       | 7°/195                       | +4.99%                       | [ 12 ]                       |

## Conectividad

### Salidas
- Nororiente: Eje 8 Sur Calzada Ermita-Iztapalapa y Calle Lic. David Pastrana Jaimes, Col. Constitución de 1917.
- Suroriente: Eje 8 Sur Calzada Ermita-Iztapalapa (CETRAM), Col. Los Ángeles.
- Norponiente: Eje 8 Sur Calzada Ermita-Iztapalapa y Avenida Luis Manuel Rojas, Col. Constitución de 1917.
- Surponiente: Eje 8 Sur Calzada Ermita-Iztapalapa (CETRAM), Col. Los Ángeles.

### Conexiones
- Existen conexiones con paradas de algunas rutas de la Red de Transporte de Pasajeros, así como un CETRAM.
- Terminal poniente del Cablebus Línea 2 que corre hacia Santa Marta de la Línea A.
- Terminal de la Línea 10 del Trolebús de la Ciudad de México que corre hacia el pueblo de Santiago Acahualtepec, esta misma línea llegará en un futuro a la estación Santa Marta de la misma línea A y podría ser extendida desde esta estación hasta el pueblo de Mixcoac en la alcaldía de Benito Juárez.